# Moped
Moped je motorno putničko vozilo s dva ili tri kotača, i motorom radnog volumena do max. 50 cm3 i koje na ravnoj cesti ne može razviti brzinu veću od 50 km na sat. Vozilo je namijenjeno prijevozu jedne osobe.